# Magyarország villamosenergia-átviteli hálózata

Magyarország villamosenergia átviteli alaphálózata

Magyarország villamosenergia-átviteli hálózata az a nagyfeszültségű elektromos hálózat, mely a villamos energiát az erőművektől és más energiaforrásoktól a fogyasztók felé továbbítja. A magyar rendszer egységes hurkolt rendszer: az egész hálózat azonos frekvencián és fázisban (vagyis szinkronban) üzemel. Kialakítása olyan, hogy ha valamelyik ág üzemzavar vagy karbantartás miatt kiesik, a fogyasztók kerülő úton akkor is hozzájutnak a kívánt energiamennyiséghez. A magyar rendszer része az európai egyesített rendszernek (UCTE), ahonnan importálni és ahová exportálni is tud villamosenergiát. A villamosenergia kereskedelem szaldója Magyarország számára negatív: általában energiaimportra szorul a rendszer.

## ENTSO-E

Az európai együttműködő villamos hálózat országai

Az Európai Villamosenergia-átviteli Hálózat (angolul European Network of Transmission System Operators for Electricity, ENTSO-E) az egyesített európai villamos hálózat rendszere. Ez a következő országokat öleli fel: az összes európai országot, beleértve Nagy-Britanniát és Írországot, valamint Izlandot is, kivéve Oroszországot, Ukrajnát, Fehéroroszországot, Albániát és Törökországot. A rendszerrel szinkron kapcsolatban van Ukrajna egy része, Albánia, Moldávia, a Maghreb-államok rendszere és Törökország is, ami azt jelenti, hogy technikailag lehetséges az elektromos energia vétele és eladása ezek felé a területek felé is. 2011-ben a hálózat beépített erőművi összteljesítménye 915 630 MW volt.

## MAVIR Zrt.

Az átviteli hálózat terhelése egy nyári munkanapon (2011.07.14.)

A magyar villamosenergia-átviteli hálózatot a Magyar Villamosenergia-ipari Átviteli Rendszerirányító Zártkörűen Működő Részvénytársaság (MAVIR Zrt.) irányítja. Az átviteli hálózat az ENTSO-E egyik tagja. A magyar villamosenergia-rendszer összes beépített teljesítménye 2023. december 21-én mintegy 35 777 MW volt, a teljes együttműködő rendszer alig több, mint egy százaléka. Az ENTSO-E előnye az ország számára kettős: egyrészt nagyfokú biztonságot jelent üzemzavar esetére, másrészt lehetőséget teremt a hazai termelés kiegészítésére importból. 2012-ben az összes felhasznált energia mintegy 43TWh volt, ennek csak 84%-át fedezték a magyar erőművek.
A magyar erőmű rendszer által szolgáltatott elektromos energia forrása a következők szerint oszlik meg:
- Atomerőmű - 49%
- Földgáz - 27%
- szén - 12%
- Megújuló - 11%
  - biomassza - 5%
  - nap - 3%
  - szél - 2%
  - hulladékhasznosítás - 1%

A teljes hazai erőmű kapacitás előírt biztonsági tartaléka mintegy 1400 MW, ténylegesen ennél általában másfél-kétszer ennyi teljesítmény áll rendelkezésre. A paksi atomerőművet műszakilag csak korlátozottan lehet szabályozni, másrészt ez a legolcsóbb energiaforrás, ezért teljesítménye gyakorlatilag változatlan. A gőzerőművek teljesítménye változtatható, de csak viszonylag lassan, a legdrágább üzemük a csúcserőműveknek van (gázturbinás és dízelmotoros egységek), ezek azonban gyorsan indíthatók és leállíthatók. 

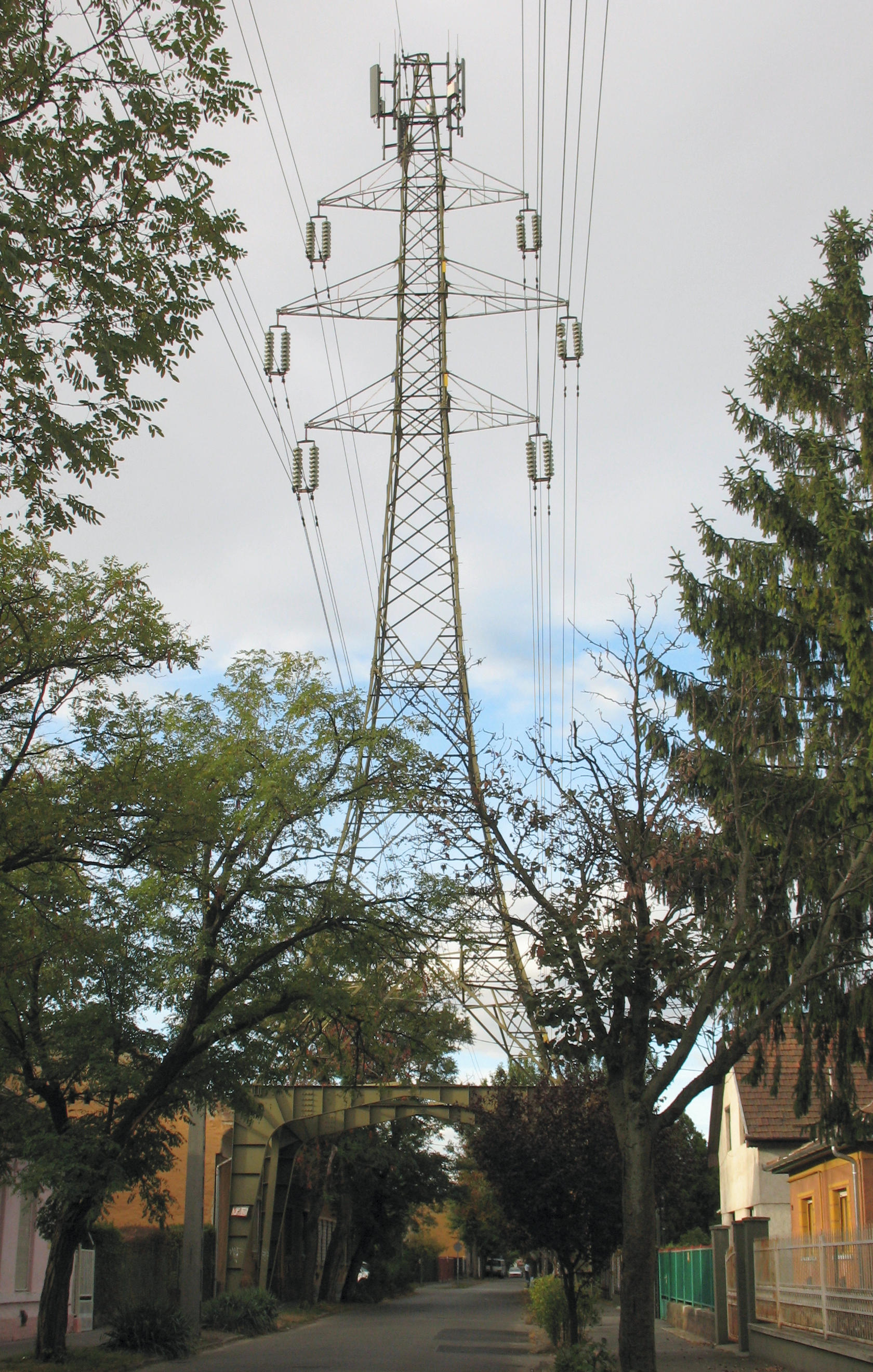
Távvezetéktartó oszlop Budapesten, Érdekesség, hogy az oszlop tetején mobiltelefon-adó panelek vannak elhelyezve

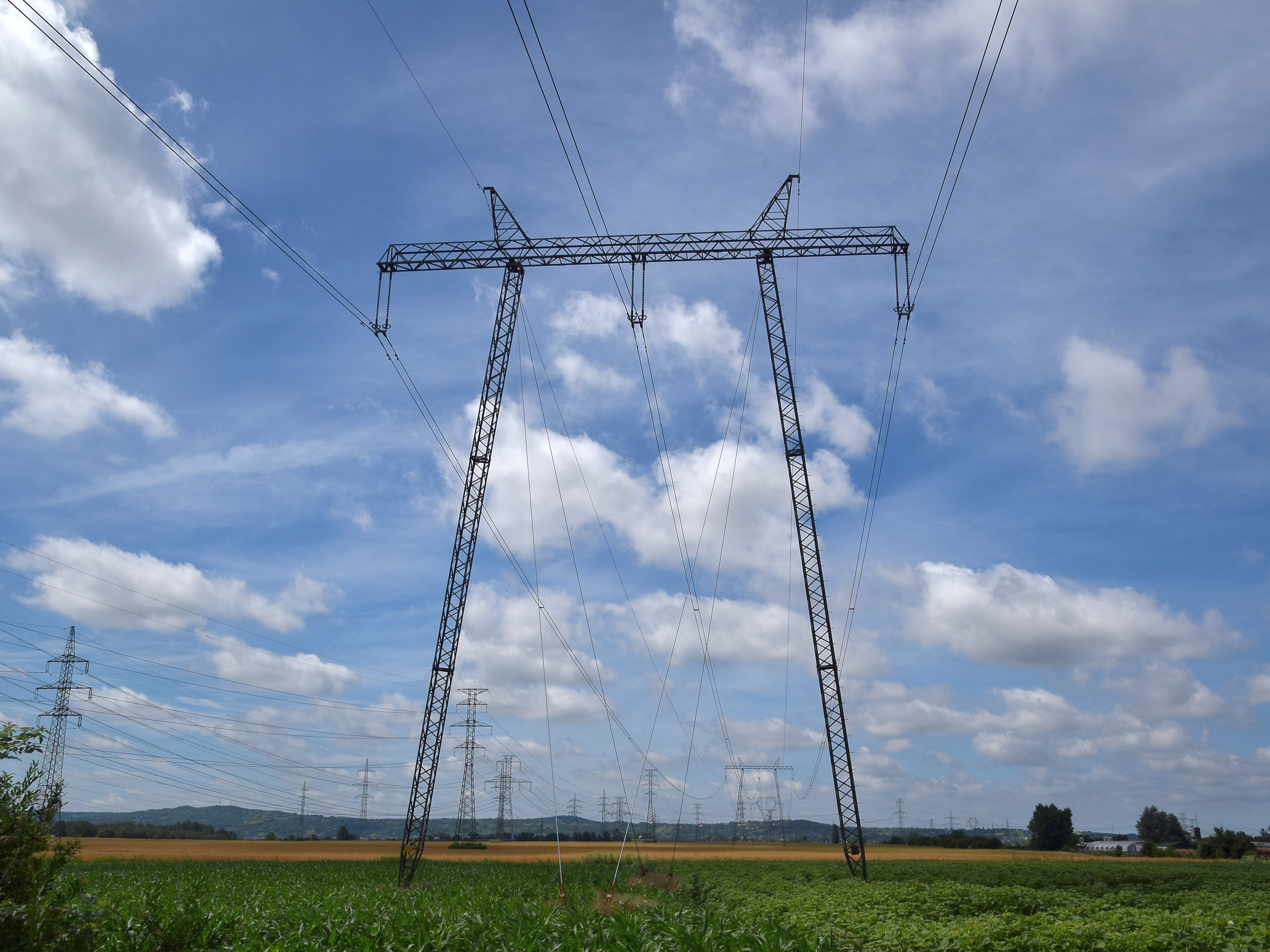
Távvezetékek Győr mellett

A fogyasztói terhelés napi változását a terhelési diagram szemlélteti, lefutását az évszak és az befolyásolja, hogy munka- vagy ünnepnap mérik. A téli csúcsterhelés nagyobb a nyárinál, de az évek folyamán a különbség egyre csökken, és az elkövetkező években valószínűleg a nyári megelőzi a télit. 2011-ben a legnagyobb nyári fogyasztást, 6212 MW-ot július 14-én a déli órákban mérték, ugyanebben az évben a téli csúcs értéke 6492 MW volt november 24-én 16:45 h-kor.
A villamosenergia import a fogyasztás jelentős részét fedezi, ennek egy részét tovább exportáljuk más országok felé. Magyarország energiaellátásában a megújuló energiaforrásoknak még kis szerepe van. A szélerőművek átlagos kihasználtsága 2010-ben 23,9%, 2011-ben 21,3% volt, ezek gyorsan változó teljesítményét főleg az importból fedezik.